# Sin límites (serie de televisión)
Sin limítes (también conocida bajo el nombre extenso de Sin límites: Hacia los confines del mundo) es una miniserie de televisión española de drama histórico y aventuras, creada y producida por Miguel Menéndez de Zubillaga, escrita por Patxi Amezcua y dirigida por Simon West para Amazon Prime Video y RTVE. La serie, protagonizada por Rodrigo Santoro y Álvaro Morte, relata la expedición realizada entre 1519 y 1522 por Juan Sebastián Elcano y Fernando de Magallanes, que marcó la primera vuelta al mundo en la historia.
Se estrenó en Amazon el 10 de junio de 2022.

## Trama
En agosto de 1519, capitaneados por el portugués Fernando de Magallanes (Rodrigo Santoro), 239 marineros partieron desde Sevilla rumbo a las Indias. Tres años más tarde, solo 18 marinos famélicos y enfermos regresaron en la única nave que resistió el viaje, liderados por el marino español Juan Sebastián Elcano (Álvaro Morte).

## Reparto[2]
- Rodrigo Santoro como Fernando de Magallanes
- Álvaro Morte como Juan Sebastián Elcano
- Niccolò Senni como Antonio Pigafetta
- Sergio Peris-Mencheta como Juan de Cartagena
- Adrián Lastra como Luis de Mendoza
- Carlos Cuevas como Martino
- Pepón Nieto como el Padre Bartolomé
- Raúl Tejón como Gonzalo Gómez de Espinosa
- Gonçalo Diniz como Duarte Barbosa
- Manuel Morón como Pedro de Fonseca
- Bárbara Goenaga como Beatriz
- Pedro Bachura como Omar

## Capítulos
| N.º | Título                                     | Dirigido por | Escrito por   | Fecha de lanzamiento original |
| --- | ------------------------------------------ | ------------ | ------------- | ----------------------------- |
| 1   | «Mi rey no ha querido verme»               | Simon West   | Patxi Amezcua | 10 de junio de 2022           |
| 2   | «Te buscan por traición»                   | Simon West   | Patxi Amezcua | 10 de junio de 2022           |
| 3   | «La rebelión está castigada con la muerte» | Simon West   | Patxi Amezcua | 17 de junio de 2022           |
| 4   | «Las ballenas no nadan en ríos»            | Simon West   | Patxi Amezcua | 17 de junio de 2022           |
| 5   | «Os han elegido como capitán»              | Simon West   | Patxi Amezcua | 17 de junio de 2022           |
| 6   | «Son vientos del este»                     | Simon West   | Patxi Amezcua | 17 de junio de 2022           |

## Producción
Sin límites nació como proyecto en marzo de 2018, cuando RTVE y el Ministerio de Defensa de España firmaron un acuerdo para producir una serie sobre la expedición de Magallanes-Elcano, con motivo del quinto centenario del evento histórico.
En febrero de 2020, Amazon Prime Video y RTVE anunciaron que las dos plataformas coproducirían una serie sobre la vuelta al mundo de Elcano y Magallanes, titulada Sin límites, con un estreno inicialmente previsto para 2021. El 21 de abril de 2021, se anunció que el rodaje de la serie comenzaría el 26 de abril y que Álvaro Morte y Rodrigo Santoro serían los actores que interpretasen a Juan Sebastián Elcano y Fernando de Magallanes, respectivamente. Para noviembre de 2021, se confirmó que la serie estaba en estado en posproducción.
Originalmente la serie se anunció como una serie de cuatro capítulos de 60 minutos de duración, a un presupuesto de 5 millones de euros por capítulo, pero cuando la serie se empezó a promocionar al público, se anunció que finalmente consistiría de 6 capítulos de 40 minutos.

## Lanzamiento y marketing
En noviembre de 2021, TVE confirmó que la serie llegaría a la televisión en abierto en septiembre de 2022, pero que se verá primero en Amazon Prime Video en una fecha sin concretar.
Las primeras imágenes salieron el 21 de abril de 2022, y dos semanas después salió el primer teaser trailer. El 24 de mayo de 2022, Amazon sacó el tráiler y póster definitivos y anunció que la serie se estrenaría en su plataforma en España y Latinoamérica el 10 de junio de 2022, seguido de estrenos en países como el Reino Unido, Estados Unidos, Francia y Alemania a lo largo del verano de 2022. El 7 de junio de 2022, la cadena alemana ZDF anunció que distribuiría la serie en territorios donde Prime Video no está disponible.